# Åtta principer av Yong

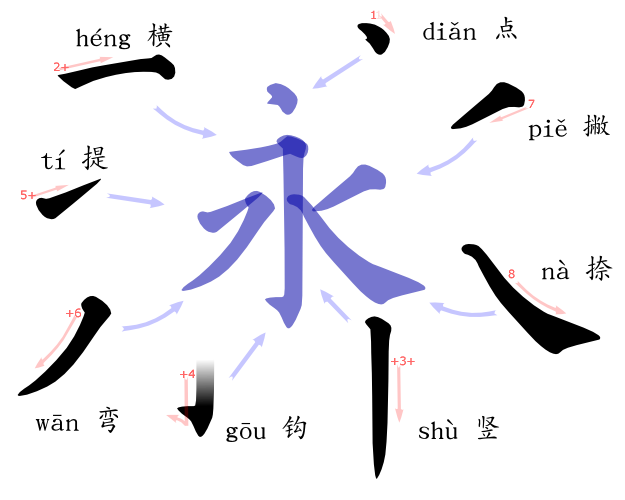
Tecknet för evighet, 永, som enligt Åtta principer av Yong är uppbyggt av de åtta grundprinciperna i kinesisk kalligrafi.

Åtta principer av Yong (永字八法; Yǒngzì Bā Fǎ) förklarar hur man med kinesisk kalligrafi i normalstil skriver de åtta streck som ingår i det kinesiska tecknet för "evighet" (永; Yǒng).
Enligt legender härstammar principerna från den kända kalligrafien Wang Xizhi. Det finns många versioner på hur de åtta strecken beskrivs, och en av de mest kända är skriven av Chu Zongyuan.

## Grundstrecken

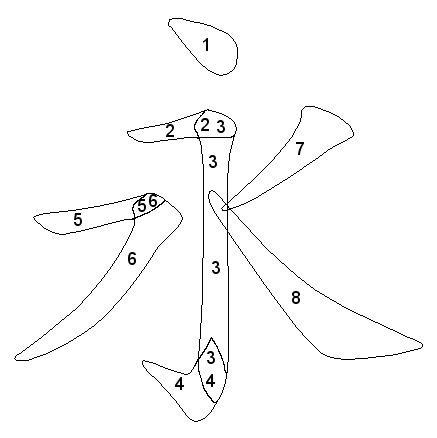

### 1 - Dian (点)
Dian är en punkt och kan skrivas på flera sätt som t.ex. kan likna en liten Pie eller en långsmal äppelkärna.

### 2 - Heng (横)
Heng är ett vågrätt streck. Det har en tydlig definierad början och avslutning som en benknota.

### 3 - Shu (竖)
Shu är ett lodrätt streck och förekommer i två varianter varav den ena har ett definierat nedre avslut medan den andra avslutas i en spets.

### 4 - Gou (钩)
Gou är en krok, och finns i fyra varianter. Den första börjar som en Shu, med en avslutande häl nere snett uppåt vänster. Andra och tredje varianten ska vara mjukt och jämnt böjd med avslutande krok. Den fjärde varianten avslutas snett uppåt höger.

### 5 - Ti (提) / Tiao (挑)
Ti är en variant av Helg och skrivs från vänster till höger, till skillnad från Pie som skrivs omvänt.

### 6 - Wan (弯)
Wan är ett till vänster fallande streck.

### 7 - Pie (撇)
Pie fungerar som ett vänsterben och ska se ut som en elefantbete. Skrivs med liknande teknik som Shu.

### 8 - Na (捺)
Na fungerar som ett högerben med en markerad fot i slutet.